# Nkosi Tafari
Nkosi Tafari (Manhattan, New York, 1997. március 23. –) amerikai labdarúgó, a Dallas hátvédje.

## Pályafutása
Tafari New York Manhattan városrészében született.
2021-ben mutatkozott be a Dallas észak-amerikai első osztályban szereplő felnőtt keretében. Először a 2021. június 20-ai, Minnesota United ellen 1–1-es döntetlennel zárult mérkőzésen lépett pályára. Első gólját 2021. augusztus 22-én, a Houston Dynamo ellen idegenben 2–2-es döntetlennel végződő találkozón szerezte meg.

## Statisztikák
2023. április 9. szerint
| Klub     | Szezon   | Osztály  | Bajnokság | Bajnokság | Kupa  | Kupa | Nemzetközi | Nemzetközi | Összesen | Összesen |
| Klub     | Szezon   | Osztály  | Meccs     | Gól       | Meccs | Gól  | Meccs      | Gól        | Meccs    | Gól      |
| -------- | -------- | -------- | --------- | --------- | ----- | ---- | ---------- | ---------- | -------- | -------- |
| Dallas   | 2021     | MLS      | 22        | 1         | 0     | 0    | —          | —          | 22       | 1        |
| Dallas   | 2022     | MLS      | 27        | 0         | 2     | 0    | —          | —          | 29       | 0        |
| Dallas   | 2023     | MLS      | 6         | 1         | 0     | 0    | —          | —          | 6        | 1        |
| Összesen | Összesen | Összesen | 55        | 2         | 2     | 0    | 0          | 0          | 57       | 2        |